# Atlas (Schiff, 1951)
Die Atlas war ein Bremer Frachtschiff, das am 2. Oktober 1958 im Hamburger Kaiser-Wilhelm-Hafen durch zwei Sprengladungen schwer beschädigt wurde und teilweise sank. Die kriminalpolizeilichen Ermittlungen verliefen ergebnislos. Erst am 27. November 1959 wurde bekannt, dass der Anschlag im Kontext des Algerienkriegs von der Roten Hand ausgeführt worden war, von der erst seit den 1990er Jahren bekannt ist, dass es sich hierbei um eine unter falscher Flagge operierende Tarnorganisation des französischen Service Action handelte.

## Technische Daten
Die Atlas war ein Shelterdecker und lief am 15. März 1951 in Flensburg vom Stapel. Bauwerft war die Flensburger Schiffbau-Gesellschaft (Baunummer 530), Eigentümerin die Bremer Atlas Levante-Linie.
Die Atlas war 116,3 m lang und 15 m breit, die Vermessung betrug 2700 BRT, die Tragfähigkeit 5200 t. Sie wurde durch einen MAN-Dieselmotor angetrieben und erreichte eine Höchstgeschwindigkeit von 13 kn. Die Reederei übernahm das Schiff am 30. Mai 1951; die Jungfernreise begann am Tag darauf unter Kapitän Wilhelm Reiners und führte in die Levante. Nach dem Anschlag wurde die Atlas 1959 in Naguilan umbenannt und zeitweise in Charter in der Mittel- und Südamerikafahrt eingesetzt. Im Jahr 1967 wurde das Schiff auf die Hamburg Südamerikanische Dampfschifffahrts-Gesellschaft übertragen und erneut in Atlas umbenannt. Von 1969 bis 1971 wurde das Schiff als Nordhaff von der Reederei „Nord“ Klaus E. Oldendorff eingesetzt. 1974 übernahm die Reederei Siam Maritime Lines in Bangkok das Schiff, bei der es bis 1976 den Namen Siam Queen und ab 1976 den Namen Simali 1 bzw. Simalee 1  trug. Das Endschicksal des Schiffs ist unbekannt, das Schiff ist jedoch bis heute auf die Siam Maritime Lines eingetragen.

## Der Anschlag
Am 1. Oktober 1958, 00:50 Uhr, erfolgte an Bord eine schwere Explosion, durch die der vor Schuppen 72/73 an der Kaje liegende Frachter mit einer Schlagseite von teilweise bis zu 50° nach Steuerbord auf Grund sank. Das Kentern der Atlas wurde nur durch die auf der Kaimauer zum Aufliegen kommenden Masten des Schiffs verhindert. Von der an Bord befindlichen 32-köpfigen Mannschaft unter dem Kommando von Kapitän Keller wurde „wie durch ein Wunder“, so die zeitgenössische Presse, niemand verletzt. Die Besatzung konnte sich über die Gangway an Land in Sicherheit bringen.
Durch das Eindringen des Wassers und Ladungsverschiebungen bewegte sich die Atlas noch stundenlang nach der Explosion und richtete sich dabei teilweise wieder auf. Die Ladung bestand offiziell aus gut 500 t Mehl und gut einem Dutzend Volkswagen für die Levante. Das Schiff, das acht Stunden zuvor aus Brake kommend in Hamburg eingelaufen war, sollte in 24 Stunden auslaufen.
Das Wrack wurde umgehend durch einen Taucher untersucht, der zuerst nur ein Explosionsleck an Steuerbord vorn entdecken konnte. Die nach innen weisenden Ränder ließen auf eine Explosion von außen schließen. Die ermittelnde Kriminalpolizei wollte jedoch keine Stellungnahme abgeben, bevor nicht das Schiff gehoben und ins Trockendock verbracht worden wäre. Zumindest ein Zeuge hatte bei der Explosion eine Wassersäule am Schiff beobachtet, so dass eine interne Detonation zum Beispiel durch eine Zeitbombe ausgeschlossen wurde. Eine Explosion im Maschinenraum wurde ausgeschlossen, da sich ein Maschinistenassistent noch kurz zuvor darin aufgehalten und keine Unregelmäßigkeiten bemerkt hatte.
Anfänglich wurde darüber spekuliert, ob die Atlas Grundberührung mit einer Fliegerbombe aus dem Zweiten Weltkrieg gehabt haben könne. Dagegen sprach allerdings die Tatsache, dass der Frachter vor der Versenkung noch drei Meter Wasser unter dem Kiel hatte.
Bis Mitte Oktober 1958 wurde die Atlas abgedichtet, durch die Bugsier gehoben und mit drei Schleppern zu Blohm und Voss gebracht. Am 17. Oktober 1958 gab die Hamburger Polizei eine Pressekonferenz, auf der Details über die Ermittlungen unter Leitung durch Kriminaldirektor Breuer bekannt gegeben wurden. Bei der Untersuchung des Wracks durch Dr. Lesczynski vom Bundeskriminalamt hatte sich herausgestellt, dass zwei Explosionslöcher existierten, die gut acht bis neun Meter voneinander entfernt waren. Die Sprengladungen waren offenbar am Schlingerkiel angebracht gewesen. Wann und wo, d. h. in welchem Hafen die vermutlich nur jeweils ein Kilogramm Sprengstoff umfassenden Ladungen angebracht worden waren, war unklar. Ohne Andeutung zu einem Bezug zum Algerienkrieg wurde jedoch darauf hingewiesen, dass sich die Atlas Mitte August des Jahres im algerischen Hafen Philippeville (heute Skikda) aufgehalten hatte.
In der aktuellen Presseberichterstattung gab es keinerlei Hinweise auf eventuelle Tatverdächtige. In der Hamburger Tageszeitung Die Welt wurde auch die Möglichkeit in Betracht gezogen, dass das Attentat nie aufgeklärt werden könne. Weder Die Welt noch die Oldenburger Nordwest-Zeitung äußerten irgendeinen Tatverdacht, lediglich der Bremer Weser-Kurier stellte einen Kontext zum Algerienkrieg her:

„Dies ist der dritte Sprengstoffanschlag in Hamburg, der noch nicht geklärt werden konnte. Bei den vorhergehenden Fällen handelte es sich um Attentate auf den Hamburger Waffenhändler Schlüter.“

Auf den Waffenhändler Otto Schlüter waren in Hamburg bereits am 28. September 1956 und 3. Juni 1957 Sprengstoffanschläge verübt worden, die nie aufgeklärt wurden, bei denen jedoch ein Geschäftspartner sowie Schlüters Mutter ums Leben gekommen waren.
Da Schlüter auch Waffengeschäfte mit Nordafrika und dem Nahen Osten abwickelte, bestand der Verdacht, dass entweder die Kolonialmacht Frankreich oder die algerische Front de Liberación Nationale (FLN) als Verursacher in Frage kamen. Schlüter arbeitete eng mit dem früheren Angehörigen der Kriegsmarine Georg Puchert alias "Captain Morris" zusammen, der ab ca. 1948 in Marokko als Schmuggler tätig war und ab 1956 auch die FLN mit Waffen versorgte. Zwei von Pucherts Kuttern, die Bruja Roja (Rote Hexe) und Sirocco, die unter costa-ricanischer Flagge fuhren, waren im Sommer 1957 auf der Reede von Tanger von unbekannter Seite mit Haftladungen versenkt worden.

## Nachträgliche Feststellungen zum Tathergang
Am 27. November 1959 veröffentlichte die britische Tageszeitung Daily Mail ein Interview mit dem französischen Staatsangehörigen Christian Durieux (auch Roger Durieux, Jg. 1929), der unter anderem angab, im Auftrag der Roten Hand die Atlas gesprengt zu haben. Durieux wurde im Februar 1960 vom Nachrichtenmagazin Der Spiegel kontaktiert und in der Schweiz interviewt. Einzelheiten zum Anschlag auf den Frachter machte Durieux dabei offenbar nicht.
1964 behauptete der Journalist Bernt Engelmann in seinem Werk Meine Freunde, die Waffenhändler. Kleine Kriege, große Geschäfte, dass die Atlas für die FLN norwegisches Dynamit geladen hatte und aus diesem Grund von Froschmännern des Service Action versenkt worden sei.